# リサール州
リサール州 (リサールしゅう、Province of Rizal) は、フィリピン北部ルソン島にある州で、カラバルソン地方に属している。南東部にラグナ州、東部にケソン州、北部に中部ルソン地方のブラカン州、西部にメトロ・マニラ（マニラ首都圏）と接している。南部にはフィリピンで最も大きい湖のバエ湖に面する。州名は、フィリピン独立の英雄、ホセ・リサールからとった。面積は1,308.9km2、人口は2,884,227人（2015年）、州都はパシッグ（Pasig）であったが、メトロ・マニラの1都市に組み込まれたためにアンティポロ（Antipolo）に機能が移された。